# Pori (Finlandia)
Pori (in svedese Björneborg) è una città finlandese di 83205 abitanti, situata nella regione del Satakunta.
Dal 2010 comprende l'ex comune di Noormarkku.

## Geografia fisica
Pori è inoltre capoluogo dell'omonimo distretto, conosciuto con anche con il nome di Karhukunnat (letteralmente i comuni dell'orso), che comprende 11 comuni per un totale di 139 000 abitanti,

## Economia
La città è la decima della nazione per numero di abitanti ed è situata alla foce del fiume Kokemäenjoki, sul golfo di Botnia. Le maggiori attività economiche sono legate all'industria dei legnami e della carta, oltre all'attività commerciale legata al porto. Ha dato i natali allo scrittore Kari Hotakainen e al compositore Selim Palmgren (1878-1951).

## Cultura
Pori ospita da più di trent'anni un festival di musica afroamericana, il Porijazz. La manifestazione si svolge in 2 settimane nel periodo di luglio, quando le giornate a queste latitudini sono ancora senza notte. Il successo del festival è incrementato durante il corso degli anni anche grazie ai numerosi artisti di fama mondiale che vengono chiamati ad esibirsi, tra cui: Stevie Wonder, Alicia Keys, Earth Wind & Fire, De La Soul, Boyz2Men, Joe Cocker e altri.

## Amministrazione

### Gemellaggi
- Bremerhaven, dal 1967
- Eger, dal 1973
- Kołobrzeg, dal 1975
- Mâcon, dal 1990
- Porsgrunn, dal 1956
- Riga, dal 1965
- Stralsund, dal 1968
- Sundsvall, dal 1940
- Sønderborg, dal 1952